# 梅澤 (堪薩斯州)
梅澤（英語：Maize）是一個位於美國堪薩斯州塞奇威克縣的城市。

## 地方資料
根據2020年美國人口普查的數據，梅澤的面積為24.94平方千米，當中陸地面積為24.94平方千米，而水域面積為0.00平方千米。當地共有人口5735人，而人口密度為每平方千米229.95人。